# Shunga
|  | Aquest article tracta sobre l'art eròtic japonès. Vegeu-ne altres significats a «Imperi Shunga». |

Shunga (春画) és un terme japonès per a l'art eròtic. La majoria de shunga són un tipus d'ukiyo-e, normalment executats en el format de xilografia. Tot i que rars, existeixen rotlles anteriors al moviment ukiyo-e. Traduït literalment, la paraula japonesa shunga significa quadre de primavera ("primavera" és un eufemisme comú per al sexe), expressió originalment xinesa.

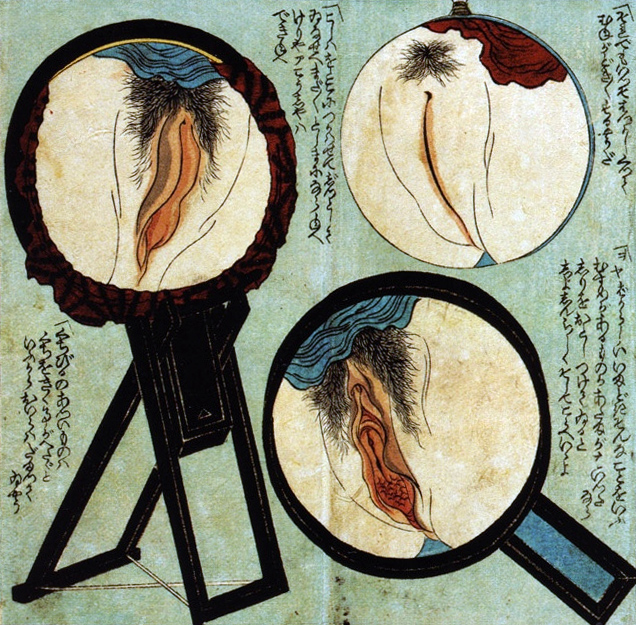
Shunga - Vulvae.

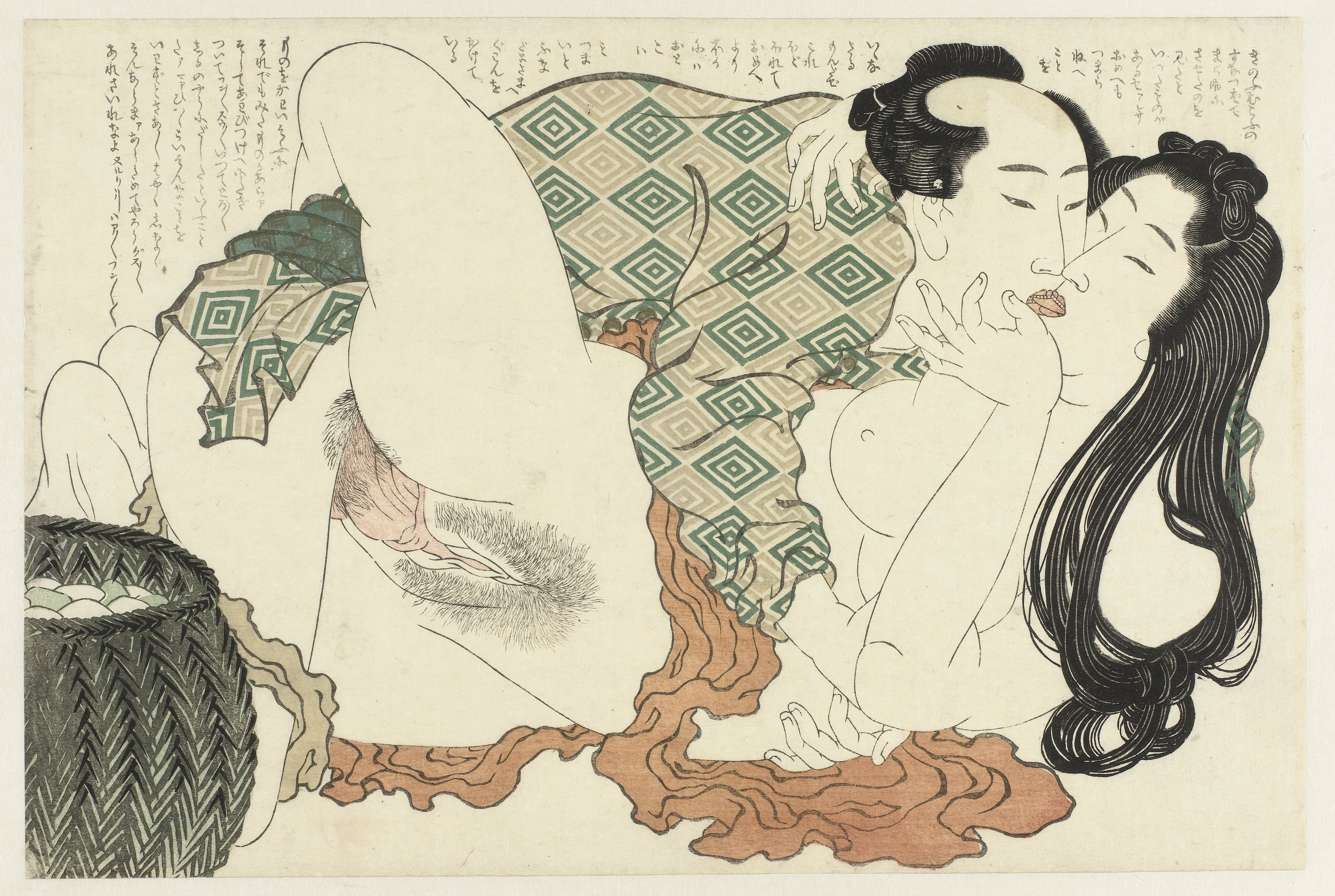
Dos amants
Katsushika Hokusai, La planta d'Adonis (Fukujusô), xilografia d'un conjunt de 12, ôban ca. 1815

Onna yu (bany de dones), de Torii Kiyonaga.

El moviment ukiyo-e en general pretenia expressar una idealització de la vida urbana contemporània. Seguint l'estètica de la vida quotidiana, els shunga del període Edo pretenien expressar els costums sexuals dels chonin en la varietat de formes més àmplia possible i, per tant, retrataven per igual l'homosexualitat i l'heterosexualitat, els vells i els joves, així com una àmplia gamma de fetitxes. Al període Edo en gaudien rics i pobres, homes i dones, i tot i que no estava ben vist pel shogunat, arrossegava poc estigma. Gairebé tots els artistes d'ukiyo-e van fer shunga en algun moment de les seves carreres, i això no va desmerèixer el seu prestigi com a artistes. Classificar el shunga com una mena de pornografia medieval pot ser desorientador en aquest sentit.

## Història
El shunga té els seus orígens a la Xina. Es creu que inicialment els shunga estaven inspirats en les il·lustracions dels manuals mèdics xinesos, un procés que es va originar a l'era Muromachi (del 1336 al 1573). Els primers shunga apareixen com a grafits ocults a les estàtues budistes del segle VII i a sofisticats manuals sexuals del segle viii. Tot i que el significat literal de la paraula "shunga" és significatiu, de fet és una contracció de "shunkyu-higa", el nom japonès per als conjunts xinesos de dotze rotlles que descriuen els dotze actes sexuals que el príncep de la corona havia de dur a terme com a expressió del yin-yang.
Al Japó, el shunga es remunta al període Heian. En aquell moment estava reservat a la classe cortesana. Mitjançant els rotlles narratius, es representaven els escàndols sexuals de la cort imperial, i els protagonistes tendien a limitar-se als cortesans i els monjos.

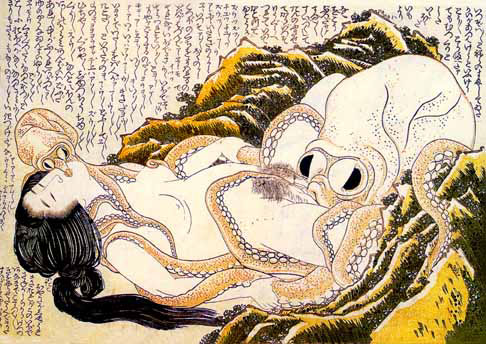
El somni de la dona del pescador, Hokusai, c. 1820.

L'estil va assolir la seva cúspide en el període Edo (del 1603 al 1867). Gràcies a les tècniques de la xilografia, la quantitat i la qualitat van créixer espectacularment. Va haver-hi repetits intents governamentals de suprimir els shunga, el primer dels quals va ser un edicte emès pel shogunat Tokugawa el 1661, prohibint entre altres coses els llibres eròtics coneguts com a kōshokubon (好色本). Tot i que altres gèneres previstos per l'edicte, com ara les obres que criticaven els dàimio o els samurais, van passar a la clandestinitat, els shunga es van seguir produint amb poca dificultat. L'edicte de 1722 va ser molt més estricte, prohibint la producció de qualsevol llibre nou que no tingués el permís de l'inspector municipal, i amb això els shunga es van convertir en clandestins. Tot i així, com que durant les dècades posteriors a aquest edicte els gremis editorials no paraven d'enviar als seus membres recordatoris insistents de no vendre art eròtic, sembla probable que la seva producció i venda van seguir prosperant.
La introducció de la cultura i les tecnologies occidentals a l'inici del període Meiji (1868–1912), especialment la importació de les tècniques de fotoreproducció, va dur serioses conseqüències per als shunga. Durant un temps es van seguir utilitzant les xilografies, però les figures van començar a aparèixer als gravats lluint robes i pentinats occidentals. Finalment, els shunga ja no van poder competir amb la fotografia eròtica i això els va dur a la seva decadència.

## Producció
Els shunga els produïen els artistes d'ukiyo-e entre els segles xvi i XIX perquè es venien més fàcilment i a un preu més alt que no pas els seus altres treballs. Els gravats shunga es produïen i es venien o bé com a fulls individuals o bé –amb més freqüència– en forma de llibres, anomenats enpon. Aquests llibres habitualment contenien dotze imatges, una tradició amb arrels al shunkyu higa xinès. Els shunga també es produïen en el format de rotlle anomenat kakemono-e (掛け物絵). Aquest format també era popular, tot i que més car perquè els rotlles s'havien de pintar individualment.
La qualitat de l'art shunga varia, i uns pocs pintors d'ukiyo-e es van mantenir distants del gènere. Els artistes experimentats van veure un avantatge a concentrar-se en la seva producció. Això va dur a l'aparició de shunga fets per artistes de primera categoria, com ara el pintor d'ukiyo-e probablement més conegut al món occidental, Hokusai (vegeu El somni de la dona del pescador). Els artistes d'ukiyo-e es podien guanyar bé la vida gràcies als consumidors de shunga; produir una obra shunga per a un client de classe alta els podia suposar prou diners com per a seguir vivint uns sis mesos.
El gravat a tot color, o nishiki-e, es va desenvolupar cap al 1765, però es van fer molts gravats shunga abans d'això. Anteriorment, el color s'afegia als gravats monocromàtics a mà, i a partir del 1744, els benizuri-e van permetre la producció de gravats amb colors limitats. Fins i tot després de 1765 molts gravats shunga es van produir fent servir mètodes més antics. En alguns casos això es feia per a mantenir baix el cost, però en molts altres era una qüestió de gust.
Els shunga produïts a Edo tendien a ser més acolorits que els produïts a Kyoto i a Osaka, degut principalment a la diferència de gustos estètics entre aquestes regions; Edo tenia tirada per la novetat i el luxe, mentre que la regió de Kamigata preferia un estil més apagat i subtil. Això també fa que els shunga d'Edo tinguin una major quantitat de detalls en els fons.
A partir del 1722 la majoria d'artistes es van abstenir de signar les obres shunga. Tanmateix, entre 1761 i 1786 la implementació de les normes d'impressió es van tornar més relaxades, i molts artistes es van aficionar a incloure dissimuladament el seu nom en els elements de la imatge (per exemple, una cal·ligrafia al ventall que aguanta una cortesana) o en al·lusions dins la pròpia obra (com ara l'enpon d'Utamaro titulat 'Utamakura.')

## Contingut
Els shunga del període Edo pretenien expressar un món variat de possibilitats sexuals contemporànies. Molts escriptors d'aquest tema s'hi refereixen com a la creació d'una 'pornotopia,' un món paral·lel a la vida urbana contemporània, erotitzat i fantàstic.

### Protagonistes

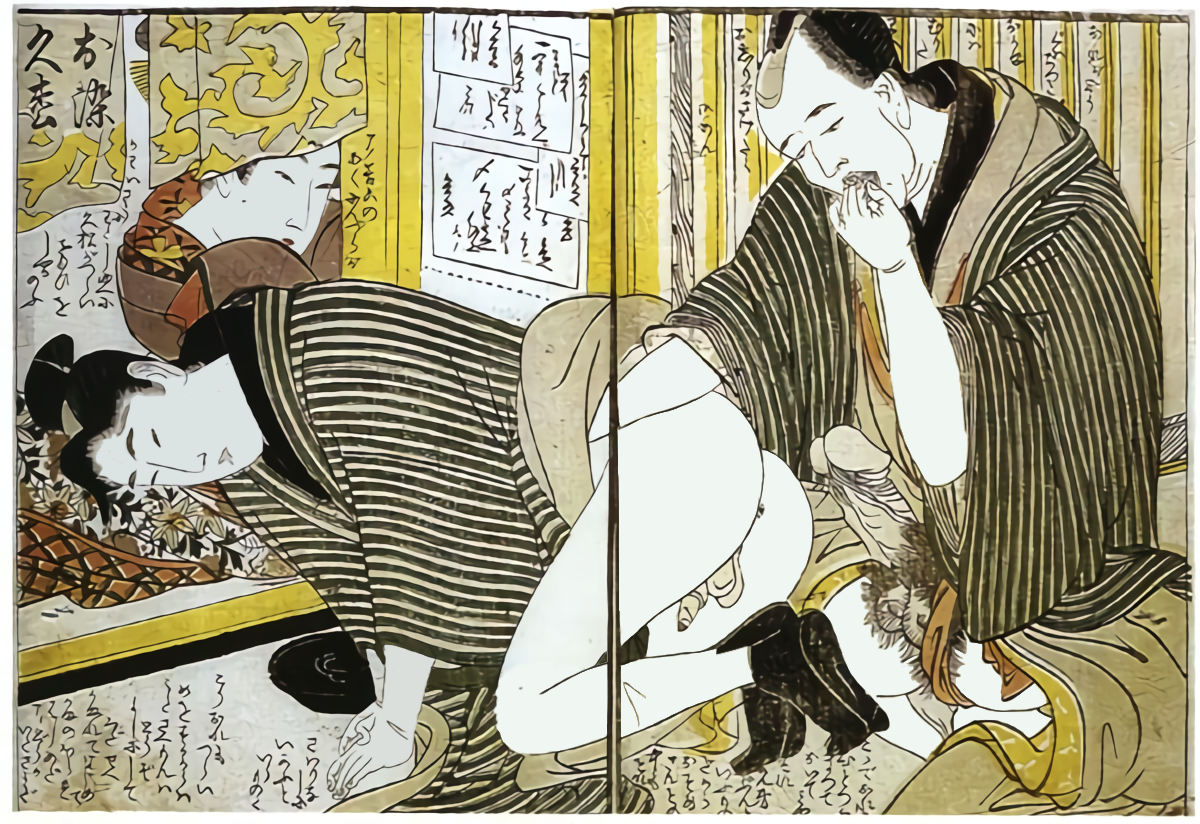
Shunga d'Utamaro

De llarg, la majoria de shunga representen les relacions sexuals de la gent normal, els chonin, els habitants de la ciutat, dones, la classe comerciant, artesans i pagesos. De tant en tant també hi apareixen estrangers holandesos o portuguesos.
Les cortesanes són també el tema de molts shunga. Utamaro va ser especialment reverenciat per les seves representacions de cortesanes, que oferien un nivell de sensibilitat i matisos psicològics sense precedents. Les cortesanes de Tokugawa es podrien descriure com les celebritats del moment, i al districte del plaer d'Edo, Yoshiwara, sovint se'l compara amb Hollywood. Els homes les veien com a dones molt erotitzades donada la seva professió, però també inabastables, doncs només els més rics i cultes podien tenir alguna oportunitat de relacionar-s'hi sexualment. Les dones les veien com a ídols distants i sofiticats, i les modes de tot el Japó estaven inspirades en les modes de les cortesanes. Per aquests motius a molts els atreien els fetitxes de les cortesanes.
Les obres que representen cortesanes s'han criticat des de llavors per pintar un quadre idealitzat de la vida als districtes del plaer. S'ha dit que emmascaraven la situació d'esclavatge virtual sota el que vivien les treballadores del sexe. Tanmateix, Utamaro és només un exemple d'artista sensible a la vida interior de les cortesanes, per exemple, mostrant-les somniant melancòlicament en escapar-se del Yoshiwara amb un casament.
Sovint també es representen actors kabuki, molts dels quals treballaven com a gigolós. Carregaven amb el mateix fetitxe que les treballadores del sexe, amb l'avantatge afegit que sovint eren bastant joves. Sovint se'ls mostrava amb samurais.

### Històries

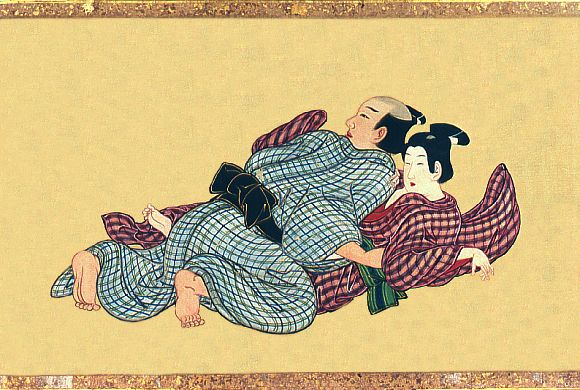
Passatemps de primavera
Una trobada furtiva entre un home jove i un noi. Vegeu Nanshoku.
Kakemono de Miyagawa Issho, ca. 1750. Col·lecció privada.

Tant els rotlles pintats com els llibres eròtics il·lustrats (enpon) sovint presentaven una seqüència no relacionada d'escenes sexuals, més que no pas una narració estructurada. S'hi mostra una total varietat de possibilitats: homes seduint a dones, dones seduint a homes; homes i dones sent-se infidels mútuament; parelles de totes les edats, des d'adolescents virginals fins a matrimonis vells; fins i tot hi va haver alguns pops.
Tot i que la majoria de shunga eren heterosexuals, molts describien trobades d'homes amb homes. El tema de dones amb dones era rar, però existeixen obres que ho representen. També es representava la masturbació. Naturalment, la percepció de la sexualitat del Japó de Tokugawa era prou diferent de la del món occidental, i la gent era menys propensa a associar-ho amb una preferència sexual en particular. Per aquest motiu els molts tipus de parelles sexuals representades eren una qüestió de proporcionar tanta varietat com fos possible.
La història subjacent de cada gravat shunga es pot trobar com a text acompanyant o diàleg en la pròpia imatge, i en els accessoris del fons. El simbolisme també hi figurava sovint, per exemple amb l'ús de flors de cirerer per representar la virginitat o mocadors per simbolitzar una ejaculació imminent.

### La roba
A gairebé tots els shunga els personatges estan completament vestits. Això es deu primordialment al fet que la nuesa no era inherentment eròtica al Japó de Tokugawa – la gent estava acostumada a veure persones de l'altre sexe nues als banys comuns. Això també tenia un propòsit artístic: ajudava a identificar a les cortesanes i als estrangers, els gravats sovint tenien un significat simbòlic, i es dirigia l'atenció a les parts del cos que quedaven descobertes, això és, els genitals.

### Manca de realisme
Les parelles del shunga sovint es mostren en posicions poc realistes i amb els genitals exagerats. Entre les explicacions que es donen d'això hi ha l'augmentada visibilitat del contingut sexualment explícit, l'interès artístic i l'impacte psicològic: és a dir, els genitals s'interpreten com una 'segona cara', expressant les passions primàries que la cara quotidiana havia de dissimular obligada pel giri i, per tant, tenen la mateixa mida que el cap i es col·loquen de forma poc natural a prop d'ell amb una postura difícil.

## El públic
Els shunga probablement els gaudien tant els homes com les dones de totes les classes. Les supersticions i costums al voltant dels shunga suggereixen molt: de la mateixa manera que es considerava que dur al damunt un shunga era un amulet de la sort contra la mort per a un samurai, es considerava una protecció contra els incendis als magatzems dels mercaders i a casa. D'aquí podem deduir que els samurais, els chonin i les mestreses de casa, tothom tenia algun shunga. Aquests tres grups patien una separació del sexe oposat; els samurais vivien en barraques durant mesos d'una tirada, el sistema sankin kotai i la necessitat dels comerciants de viatjar per obtenir i vendre béns provocava una separació conjugal. Per tant, es diu que aquesta superstició era de naturalesa eufemística i que la possessió de shunga no era supersticiosa, sinó de naturalesa libidinosa.
Era tradicional regalar un shunga a la núvia. Això i registres de dones adquirint-los per si mateixes als llibreters ens diu que les dones n'eren àvides consumidores. Els shunga podien haver servit com a guia sexual per als fills i filles de les famílies riques. Això s'ha discutit, donat que la naturalesa instructora dels shunga està limitada per les posicions impossibles i la manca de descripció de la tècnica, i havia manuals sexuals en circulació que oferien una guia més clara, inclosos els consells d'higiene.
Els shunga eren molt variats en qualitat i preu. Alguns eren molt elaborats, encarregats per mercaders rics i dàimios. Altres eren limitats en el color, circulaven molt i valien poc més que un bol de fideus. Els enpon estaven disponibles a través de les llibreries de préstec, o kashi-honya, que viatjaven per les zones rurals. Això ens diu que els shunga arribaven a totes les classes socials: camperols, chonin, samurais i dàimios.

## Artistes shunga destacats
- Hishikawa Moronobu
- Katsushika Hokusai
- Miyagawa Isshô
- Yanagawa Shigenobu
- Kitagawa Utamaro
- Chobun Saeshi
- Tomioka Eisen
- Suzuki Harunobu

## Classificació del gènere
Hi ha disputa entre els especialistes pel que fa a com classificar els shunga. Tot i que la seva naturalesa sexualment explícita duu a considerar-los pornografia, hi ha seriosos problemes amb aquest supòsit. En concret, és difícil separar els shunga de l'ukiyo-e com un tot, en part perquè els van produir els mateixos artistes que dissenyaven ukiyo-e no explícit. Els bijinga, quadres de belleses (femenines i masculines) podien ser igualment eròtics, i hi ha molts registres de persones masturbant-s'hi al damunt, desdibuixant les línies de la definició de 'pornografia'.